# Assoro
Assoro – miejscowość i gmina we Włoszech, w regionie Sycylia, w prowincji Enna.
Według danych na rok 2004 gminę zamieszkiwały 5392 osoby, 48,6 os./km².

## Współpraca
Miejscowość partnerska:
- Quaregnon, Belgia